# Sasia
Sasia Hodgson, 1837 è un genere di uccelli appartenente alla famiglia Picidae. Al genere vengono ascritte tre specie diffuse in Africa e Asia.

## Tassonomia
Il genere comprende le seguenti specie:
- Sasia abnormis (Temminck, 1825) - picchiolo rossiccio
- Sasia africana (Verreaux & Verreaux, 1855) - picchiolo africano
- Sasia ochracea (Hodgson, 1836) - picchiolo dai sopraccigli